# Carácter comodín
Un carácter comodín (en inglés: wildcard) es un carácter que representa cualquier otro carácter o cadena de caracteres. Su nombre proviene del uso dado en ciertos juegos de mesa (ej. juego de baraja) donde un mismo resultado puede ser interpretado de diferentes maneras.
Algunos de los caracteres comodines que se utilizan en informática son:  *  (asterisco),  %  (por ciento),  _  (guion bajo) y  ?  (signo de interrogación de clausura). Los caracteres comodines cambian de una aplicación a otra. Por ejemplo en bases de datos es común que los comodines sean  %  y  _ . Sin embargo en expresiones regulares el carácter comodín por excelencia es el  .  (punto).
El comodín puede ser utilizado como carácter comodín en casi cualquier motor de búsqueda en Internet; comúnmente para sustituir palabras no recordadas por el usuario en la frase a buscar (Ejemplo: "El lago  *  está en la lista de los  *  más extensos del mundo"), dando el motor de búsqueda resultados variados al entender el comodín como cualquier carácter o palabra. Los caracteres comodines son utilizados en nombres de archivos también. Por esta razón, al expandir una lista de los formatos en que el programa puede guardar un documento (extensiones de nombres de archivo), en la lista aparecen los formatos (extensiones) de esta forma:  *.png ,  *.jpg ,  *.bmp , etc; siendo el comodín el nombre que el usuario le va a otorgar al archivo.
También se puede usar el comodín para ingresar registros A en las entradas DNS de un nombre de dominio, esto hace que cada subdominio no existente sea dirigido a una IP específica. Por ejemplo, si se ingresa * (asterisco) como un registro A dirigido a la IP principal del anfitrión  de un dominio, esto hará que cada subdominio no creado que escriba en el navegador lleve a la página principal de la Web del anfitrión, lo mismo sucedería si la IP ingresada fuera la del Panel de Control o la del correo web, etc.